# Farol de Porto Seguro
O Farol de Porto Seguro é uma farol do Estado da Bahia, no Brasil. Está localizado na Cidade Histórica, numa encosta acima da estrada costeira (BR-367), a cerca de 1,5 km (1 milha) a norte de Porto Seguro,  marcando a entrada do canal protegido pelo recife que orla a costa.
Torre de alvenaria quadrada, com galeria e 12 metros de altura, tudo pintado de branco.
Emite dois relâmpagos brancos seguidos por um vermelho, com um período de 30 segundos.

## História
De acordo com o IPHAN, Instituto do Património Histórico e Artístico Nacional, o farol teria sido inaugurado  no dia 10 de julho de 1907, "em sessão extraordinária do Conselho Municipal de Porto Seguro realizada da Casa de Câmara e Cadeia", tendo estado presentes, o coronel intendente José Ribeiro Coelho, o representante do governo federal capitão-tenente Heráclito Graça Aranha e o engenheiro Alfredo Setúbal. O primeiro farol terá sido construído num terreno com 60 metros de frente por 60 de fundo, doado pelo município ao Governo Federal.
Em 1947, o antigo farol, que tinha "estrutura de ferro, com escada externa", foi substituído pela torre actual. Ainda segundo o IPHAN, a obra terá sido efectuada sob a responsabilidade de Mário Seixas Santos, encarregado de sinalização náutica da Bahia. Os materiais necessários à obra terão vindo de Salvador, transportados pelo navio Ilhéus. De então para cá, há registo da demolição do murete que cercava o local, por ordem do perfeito Valdívio Costa, na década de 1980.

## Outras informações
- Características da luz: W. fl. 1s, ec. 9s, W. fl. 1s, ec. 9s, R. fl. 1s, ec. 9s